# Bocydium tintinnabuliferum

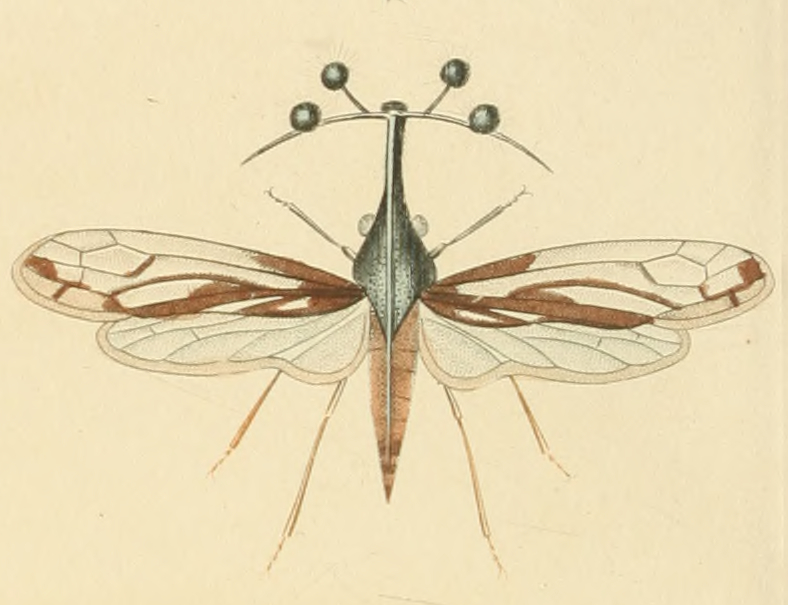

Bocydium tintinnabuliferum (лат.) — вид горбаток рода Bocydium из подсемейства Stegaspidinae (Membracidae).

## Распространение
Неотропика.

## Описание
Мелкие равнокрылые насекомые (около 5 мм) с большим разветвлённым спинным отростком на груди. Голова, грудь с отростками чёрные; ноги жёлтые; другие части тела оранжево-коричневые с чёрными пятнами. От близких видов отличается следующими признаками: переднее крыло с апикальными пятнами, перепонка, прилегающая к жилкам A1, и основания Cu и M более тёмные; субгенитальная пластинка самцов выступает базально и изогнута вентрально на вершине; прегенитальный стернит (VII) самок двулопастный; боковой шип отростка почти в два раза длиннее диаметра латерального луковицы (шаровидное вздутие) при виде сверху; боковая луковица при взгляде равна или больше передней; центральная дорсальная ножка переднеспинки перпендикулярна оси тела при виде сбоку, не наклонена назад; боковая ветвь переднеспинки медиально расширена в одиночный луковидный выступ-вздутие, который может быть веретеновидным, эллипсовидным или сферическим (всего их четыре); передняя луковица заметно меньше боковой; передние луковицы стебельчатые. Дорсальная вершина центральной ножки переднеспинки расширена в луковидный выступ. Взрослые и неполовозрелые особи живут на нижней стороне листьев, сок которых они поглощают через рострум.